# 2018 في فنزويلا
فيما يلي قوائم الأحداث التي وقعت خلال عام 2018 في فنزويلا.

## أحداث
- 1 أكتوبر – الانتخابات الرئاسية الفنزويلية 2018

## رياضة
- 21 يناير – فولتا تاشيرا 2018 الفائزون رونالد غونزاليس، Rafael Medina  [لغات أخرى]‏، Cristhian Talero  [لغات أخرى]‏، بيدرو غوتيريز، JHS Grupo ‏، خوسيه سيربا، Franklin Chacón ‏.

## وفيات

### مارس
- 24 مارس – خوزيه آبرو (مواليد 1939) موسيقي فنزويلي.